# .ir
.ir — в Інтернеті, національний домен верхнього рівня (ccTLD) для Ірану.

## Домени 2-го та 3-го рівнів
В цьому національному домені нараховується близько 4,730,000 вебсторінок (станом на січень 2007 року).
У наш час використовуються та приймають реєстрації доменів 3-го рівня такі доменні суфікси (відповідно, існують такі домени 2-го рівня):
| Суфікс  | Регламентовані користувачі                                            |
| .ac.ir  | Наукові та дослідницькі установи, коледжі, університети або інститути |
| .co.ir  | Комерційні установи, корпорації                                       |
| .gov.ir | Державні та урядові установи                                          |
| .id.ir  | Родини, приватні особи                                                |
| .net.ir | Провайдери, організації, пов'язані з мережами                         |
| .org.ir | Неприбуткові, неурядові організації                                   |
| .sch.ir | Публічні та приватні школи                                            |